# Муриковский Разъезд
Муриковский Разъезд — посёлок в городском округе Шаховская Московской области.

## Название
Известен ранее как разъезд Муриково.

## География
Посёлок при железнодорожном разъезде Муриково Октябрьской железной дороги, расположен в западной части округа, у административной границы с Тверской областью, примерно в 4,5 км к западу от райцентра Шаховская, у истока реки Белой, высота центра над уровнем моря — 257 м. Ближайшие населённые пункты — Паново в 0,7 км на юго-восток и Княжьи Горы — в 1,5 км на северо-запад.

## История
По материалам Всесоюзной переписи населения 1926 года — разъезд Муриково Городковского сельсовета Судисловской волости Волоколамского уезда Московской губернии, проживало 17 человек (12 мужчин, 5 женщин), велось 3 хозяйства.
С 1929 года — населённый пункт в составе Шаховского района Московской области.
1994—2006 гг. — посёлок Судисловского сельского округа Шаховского района.
2006—2015 гг. — посёлок сельского поселения Степаньковское Шаховского района.
2015 г. — н. в. — посёлок городского округа Шаховская Московской области.

## Население
| 1926 | 2002 | 2006 | 2010 |
| ---- | ---- | ---- | ---- |
| 17   | ↘4   | ↘3   | ↘1   |